# لاليت تهابا
لاليت تهابا (20 ديسمبر 1984 - ) هو لاعب كرة قدم نيبالي في مركز حراسة المرمى. لعب مع سبورتينغ غوا ونادي تشرتشل براذرز ونادي مدينة بونه لكرة القدم.

## وصلات خارجية
- لاليت تهابا على موقع قاعدة بيانات كرة القدم.إي يو (الإنجليزية)
- لاليت تهابا على موقع Soccerway.com (الإنجليزية)